# Cheilosia occidentalis
Cheilosia occidentalis är en tvåvingeart som beskrevs av Samuel Wendell Williston  1882. Cheilosia occidentalis ingår i släktet örtblomflugor, och familjen blomflugor. Inga underarter finns listade i Catalogue of Life.